# Zheng Zhang
Pour les articles homonymes, voir Zheng (homonymie).
Dans ce nom, le nom de famille, Zheng, précède le nom personnel.
Zheng Zhang, né le 1er février 1995, est un coureur cycliste chinois. 

## Biographie
En août 2014, Zheng Zhang intègre l'équipe continentale chinoise Hengxiang. L'année suivante, il se montre à son avantage en terminant seizième du Tour de Thaïlande et dix-huitième du Tour de Chine I.
En début d'année 2017, il se distingue prenant la deuxième place du championnat d'Asie du contre-la-montre espoirs, s'inclinant pour seulement 5 secondes face au coureur japonais Rei Onodera.

## Palmarès
- 2017
  -  Médaillé d'argent du championnat d'Asie du contre-la-montre espoirs
- 2020
  - 3e du championnat de Chine du critérium

## Classements mondiaux
| Année         | 2017 | 2018 |
| ------------- | ---- | ---- |
| UCI Asia Tour | 298e | 677e |